# Krzeczkowo-Gromadzyń (gromada)
Krzeczkowo-Gromadzyń (początkowo Krzeczkowo Gromadzyń, bez łącznika) – dawna gromada, czyli najmniejsza jednostka podziału terytorialnego Polskiej Rzeczypospolitej Ludowej w latach 1954–1972.
Gromady, z gromadzkimi radami narodowymi (GRN) jako organami władzy najniższego stopnia na wsi, funkcjonowały od reformy reorganizującej administrację wiejską przeprowadzonej jesienią 1954 do momentu ich zniesienia z dniem 1 stycznia 1973, tym samym wypierając organizację gminną w latach 1954–1972.
Gromadę Krzeczkowo Gromadzyń z siedzibą GRN w Krzeczkowie Gromadzyniu utworzono – jako jedną z 8759 gromad – w powiecie wysokomazowieckim w woj. białostockim, na mocy uchwały nr 24/V WRN w Białymstoku z dnia 4 października 1954. W skład jednostki weszły obszary dotychczasowych gromad Krzeczkowo Gromadzyń, Krzeczkowo Mianowskie, Krzeczkowo Szepielaki, Krzeczkowo Bieńki Nowe (oprócz miejscowości Krzeczkowo Bieńki Nowe kolonia), Dmochy Wypychy, Dmochy Rodzonki i Zaręby Bindugi oraz miejscowości Dmochy Glinki i Dmochy Bąbole z dotychczasowej gromady Dmochy Glinki ze zniesionej gminy Czyżew w tymże powiecie. Dla gromady ustalono 11 członków gromadzkiej rady narodowej.
31 grudnia 1959 gromadę Krzeczkowo-Gromadzyń zniesiono, włączając jej obszar do gromad Czyżew-Osada (wsie Dmochy-Glinki, Dmochy-Rodzonki, Krzeczkowo-Szepielaki, Zaręby-Bindugi, Krzeczkowo-Bieńki Nowe, Krzeczkowo-Bieńki Stare i Dmochy-Wypychy, kolonię Krzeczkowo-Wybranowo oraz przysiółek Dmochy-Bąbole) i Rosochate Kościelne (wsie Krzeczkowo-Gromadzyń i Krzeczkowo Mianowskie).